# Alfred Missong jun.
Alfred Missong jun. (* 14. Jänner 1934; † 23. Jänner 2017 in Wien) war ein österreichischer Diplomat.

## Leben
Alfred Missong jun. war der Sohn des österreichischen katholischen Publizisten Alfred Missong sen. Er absolvierte bis 1952 das humanistische Gymnasium Wien 18, Klostergasse, und rechts- und staatswissenschaftliche Studien in Bern und Wien.
Nach freier Korrespondententätigkeit über Österreich und Osteuropa für Magazine aus Schweden und der Schweiz trat er in den diplomatischen Dienst Österreichs ein.
Ab 1958 war er am Bundesministerium für auswärtige Angelegenheiten (BMaA) in Wien tätig, dann im Auslandsdienst 1960 an der Botschaft Belgrad (Jugoslawien), als Presseattaché in Moskau (UdSSR), und 1968 als Botschaftsrat in London (England), wo er auch ständiger Delegierter Österreich bei den dort angesiedelten internationalen Rohstofforganisationen wie Internationaler Kaffeerat, Zinnrat, Gummirat usw. sowie bei der ESA war.
Ab 1974 war Missong wieder in Wien Leiter der Presse- und Informationsabteilung und Pressesprecher des Außenministeriums.
Schließlich wurde er 1977 Botschafter in Mexiko und 1982 in Caracas (Venezuela), mit erweitertem Tätigkeitsbereich der Kleinen Antillen und der Ständigen Vertretung bei der Karibischen Gemeinschaft (CARICOM). Von 1986 bis 1993 war er Direktor der Diplomatischen Akademie Wien. 1999 bis 2000 war er Botschafter in Lissabon (Portugal).
Von 2000 bis 2001 leitete Missong die OSZE-Mission für Tschetschenien, die zwar keine friedliche Lösung erzielen konnte, aber zumindest humanitäre Hilfe organisieren konnte. Danach engagierte er sich in der Ausbildung für Diplomaten und internationale Beamten im Raum Zentralasien und Südkaukasus. 
Er war Mitglied der katholischen Studentenverbindung K.Ö.L. Maximiliana Wien.
Missong starb am 23. Jänner 2017 nach langer Krankheit. Er wurde am Sieveringer Friedhof bestattet.

## Auszeichnungen
- 1999: Großes Silbernes Ehrenzeichen für Verdienste um die Republik Österreich[5]

## Publikationen
- (gemeinsam mit Alfred Missong): Christentum und Politik in Österreich, Böhlau Verlag, 2006.